# Яровой, Алексей Поликарпович
Алексей Поликарпович Яровой (7 февраля 1907, Оратов — 6 сентября 1984, Москва) — советский военачальник, генерал-лейтенант артиллерии.

## Биография
Родился в 1907 году в Оратове. Член КПСС.
С 1926 года — на военной службе, общественной и политической работе. В 1926—1966 гг. — красноармеец, на командных должностях в миномётных и артиллерийских частях Рабоче-Крестьянской Красной Армии, участник советско-финской войны, участник Великой Отечественной войны, командир 108-го артиллерийского полка, начальник штаба оперативной группы миномётных частей при Северо-Западном фронте, при Воронежском фронте, заместитель командующего артиллерией 1-го Украинского фронта по группе миномётных частей, на командных должностях в артиллерии Советской Армии, начальник полигона Капустин Яр.
Делегат XXII съезда КПСС.
Умер в 1984 году. Похоронен на Химкинском кладбище в Москве.